# Siësta

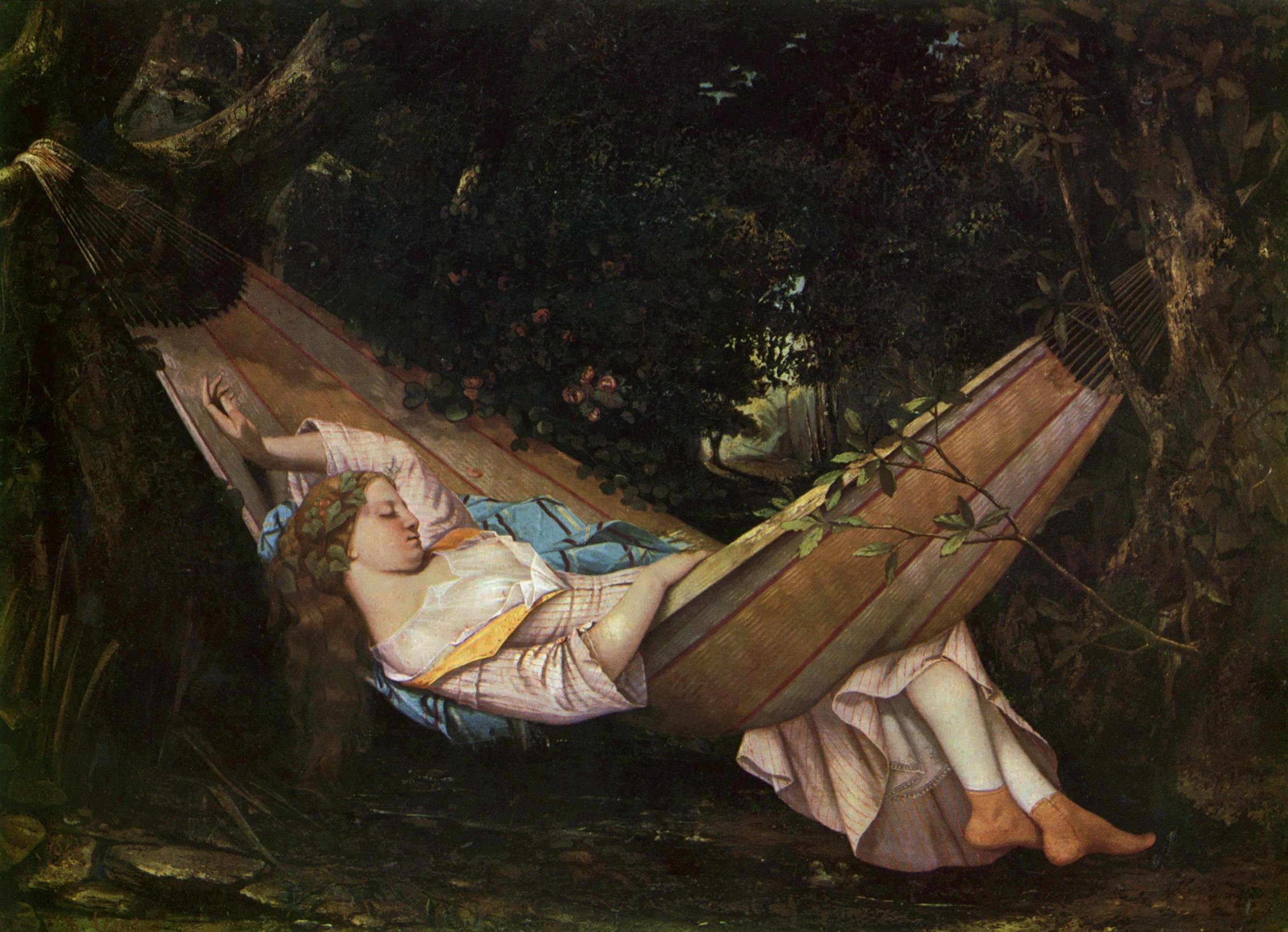
Siësta in een hangmat

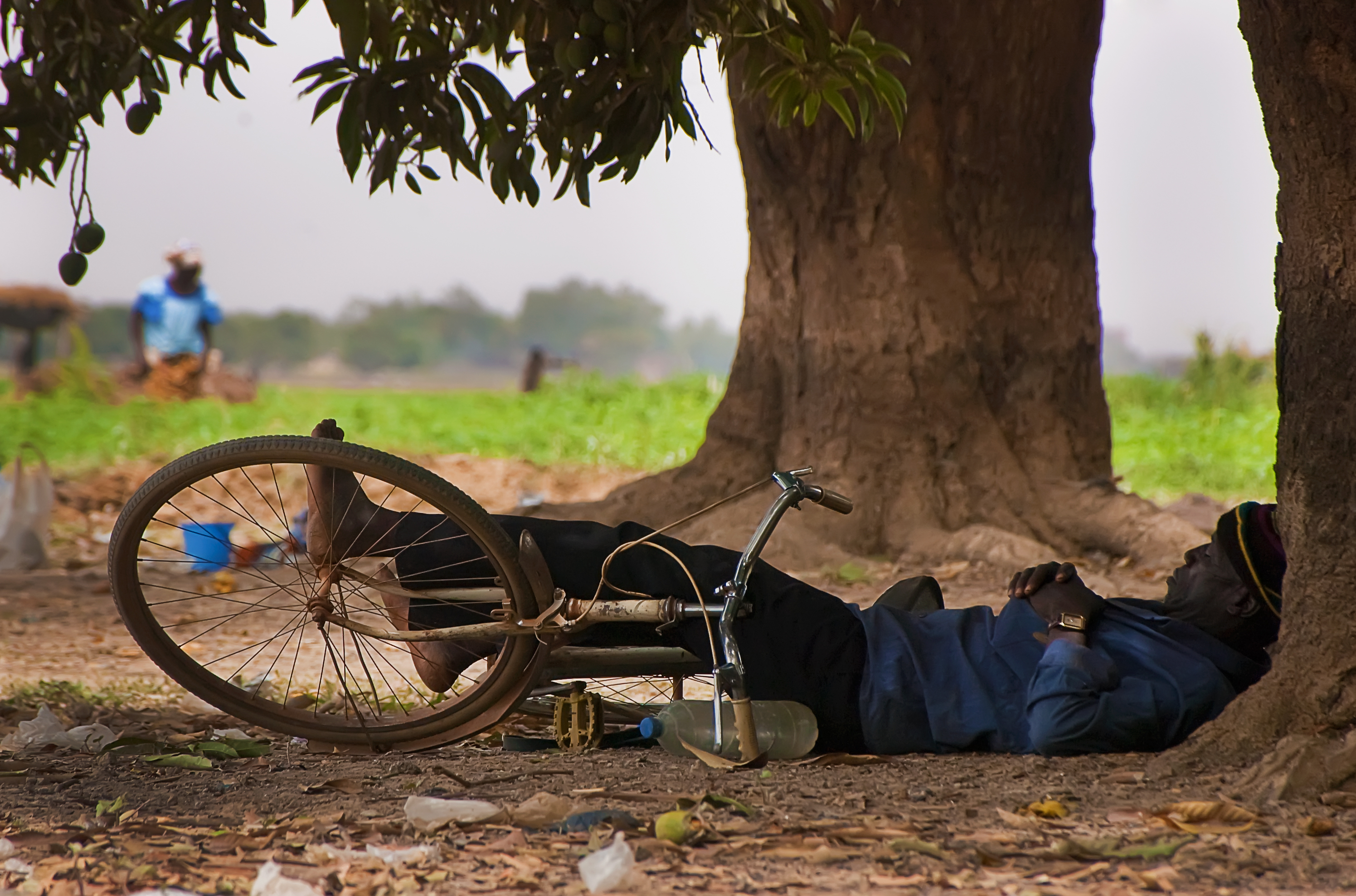
Siësta onder mangobomen in Ouagadougou

Een siësta is een middagdutje, vaak na de lunch als de zon haar hoogste positie bereikt heeft. Dit is een veel voorkomende traditie in warme landen, die heden ten dage voornamelijk nog in Spanje in ere wordt gehouden; het woord wordt dan ook voornamelijk met dat land in verband gebracht. Door Europese regelgeving is het algemeen houden van de siësta in Spanje onder druk komen te staan. Veel bedrijven willen bovendien niet van 's ochtends vroeg tot 's avonds 21 uur open blijven, met een siësta als onderbreking. In de zomermaanden blijven in Spanje veel winkels dicht tijdens de siësta (doorgaans tussen 14 en 17 uur). Grotere supermarkten en horeca-gelegenheden blijven vaak wel open gedurende de heetste uren van de dag.
Rop Zoutberg stelt in zijn weblog bij het NOS-journaal daarentegen dat de siësta een typisch Spaans gebruik is en in de naburige landen zoals Portugal onbekend is. Bovendien was het, getuige de kranten uit einde van de 19e eeuw, in die tijd nog een onbekend verschijnsel. De siësta zou pas in de loop van de jaren twintig ontstaan zijn doordat hogere ambtenaren hun middagpauze begonnen te verlengen. Dit werd nagevolgd door hun ondergeschikten, waardoor er een dagritme ontstond waarbij gewerkt werd tussen negen uur tot middagpauze, en pas vanaf vijf uur tot een uur of zeven of acht weer werd doorgewerkt.
Onderzoek heeft aangetoond dat het houden van een siësta gezond is. Zoutberg stelt daarentegen dat de siësta slecht is voor het gezinsleven omdat de middag wordt gebruikt voor het heen en weer rijden naar huis en een korte slaap en van de avond weinig meer overblijft. Er worden dan ook pogingen ondernomen om de Spaanse werktijden te rationaliseren, wat echter op tegenstand stuit.

## Tropen
Ook in tropische landen, dus buiten Europa, komt de gewoonte om het heetste deel van de dag rustend of slapend door te brengen nog veel voor.

## Naamgeving
Het woord siësta is afgeleid van het Latijnse sexta [hora] ("het zesde [uur]"): de Romeinen telden hun uren vanaf zonsopkomst. Het zesde uur was voor hen daardoor het middaguur.